# 샘 파노풀로스
소티리오스 "샘" 파노풀로스(Sotirios "Sam" Panopoulos 그리스어: Σωτήριος Πανοπούλος, 1934년 8월 20일 ~ 2017년 6월 8일)는 그리스계 캐나다인으로, 요리사이자 사업가이다. 하와이안 피자를 개발한 것으로 알려졌다.

## 생애
샘 파노풀로스는 그리스 보르부라에서 태어났으며. 1950년 초·중엽에 캐나다로 이주하였다. 결혼 후 아내와 50여 년을 지내며, 두 명의 자식과 수많은 손자를 두었다.
요리사로 일했으며, 경영하던 식당 Satellite Restaurant는 1980년 매각하였고, 이후 여생은 온타리오주 런던에서 지냈다. 2017년 6월 8일 런던의 대학병원에서 83세를 일기로 숨졌다.

## 경력

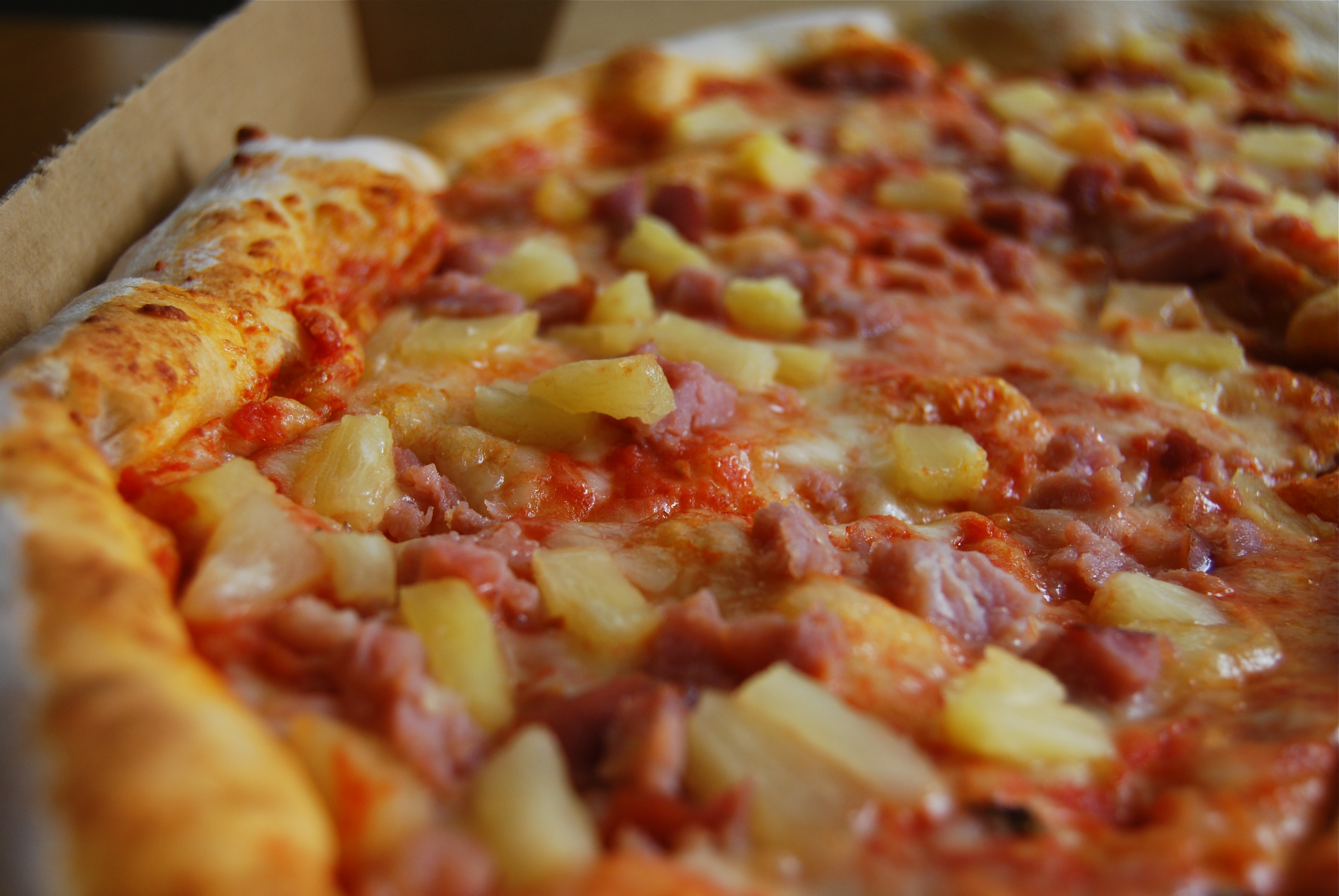
하와이안 피자

형제인 일리아스(Elias), 니키타스(Nikitas)와 함께 채텀켄트에서 'Satellite Restaurant'라는 식당을 운영하였다. 초기에는 전형적인 햄버거나 감자튀김과 같은 전형적인 미국식 식사와 단맛과 샐러리를 추가한 미국식 중국 요리를 제공하였다. 1960년 초 파노풀로스는 당시 미국에서 인기가 있던 피자를 내놓았는데, 당시에는 피자가 잘 알려지지 않은 까닭으로, 미국의 디트로이트 인근의 캐나다 도시인 윈저로 가서 피자만드는 방법을 보고와 메뉴로 내놓았다.
그는 1962년 피자에 파인애플 통조림을 더하는 아이디어를 냈는데, 그가 개발한 당시에는 인기를 끌지 못했고, 애호가들에게 무시를 당했다.

## 같이 보기
- 피자
  - 하와이안 피자